# Alfa,N,N-Trimetiltriptamina
α,N,N-Trimetiltriptamina (α,N,N-TMT, α-TMT, ATMT) é uma droga psicotiva da classe química triptamina a qual atua como um halucinógeno psicodélico. É similar em estrutura a outros psicodélicos da classe triptamina tais como dimetiltriptamina (DMT) e α-metiltriptamina (α-MT).
α-TMT foi testada em animais, em comparação com a α-MT, e teve efeitos similares à α-MT porém com cerca de metade da potência.